# Prodiplosis rhenana
Prodiplosis rhenana är en tvåvingeart som först beskrevs av Ewald Rübsaamen 1910.  Prodiplosis rhenana ingår i släktet Prodiplosis och familjen gallmyggor. Inga underarter finns listade i Catalogue of Life.